# Let's Dance (álbum de David Bowie)
Let's Dance es el decimoquinto álbum de David Bowie. Fue lanzado originalmente en abril de 1983, tres años después de su álbum anterior, Scary Monsters (and Super Creeps). Coproducido por Nile Rodgers de la banda Chic, el álbum contiene tres de sus singles más exitosos; la canción principal, "Let's Dance", que alcanzó el N°1 en el Reino Unido, EE. UU. y varios otros países, así como "Modern Love" y "China Girl", que alcanzaron el segundo puesto en el Reino Unido. "China Girl" era una nueva versión de una canción que Bowie había coescrito con Iggy Pop para su álbum de 1977, The Idiot. También contiene una versión regrabada de la canción "Cat People (Putting Out Fire)", que había alcanzado el número uno en Nueva Zelanda, Noruega y Suecia un año antes. Respaldado por canciones de ritmos bailables y con llamativos vídeos musicales, Let's Dance se convertiría en el disco más vendido de la carrera de Bowie y le colocaría en el N.º 1 de los países de todo el mundo y en la portada de todas las revistas de moda. 
Let's Dance fue nominado para el Premio Grammy del Álbum del Año en 1984, pero perdió ante Thriller de Michael Jackson. Ha vendido 10.7 millones de copias en todo el mundo, convirtiéndolo en el álbum más vendido de Bowie. Es el decimoctavo lanzamiento oficial del álbum de Bowie desde su debut en 1967, incluyendo dos álbumes en vivo, un álbum de covers (Pin Ups, 1973) y una colaboración con la Orquesta de Filadelfia (1978). En un momento, Bowie describió el álbum como "un redescubrimiento del "inglés blanco exestudiante de arte que conoce el funk negro estadounidense, un reenfoque de Young Americans". Let's Dance también fue un escalón para la carrera del guitarrista de Texas blues, Stevie Ray Vaughan, que tocó en él. El álbum fue lanzado en edición limitada como Picture Disc (disco ilustrado) en 1983. 
Las críticas para Let's Dance como álbum han sido mixtas, aunque Rolling Stone luego lo describió como "la conclusión de, posiblemente, la mejor carrera de 14 años en la historia del rock". Bowie sintió que tenía que continuar complaciendo a la nueva audiencia masiva que adquirió con el álbum, lo que lo llevó a lanzar dos álbumes más en solitario en 1984 y 1987 que, a pesar de su relativo éxito comercial, no se vendieron tan bien como Let's Dance, fueron mal recibidos por los críticos en el momento y posteriormente descartados por el propio Bowie como sus "años de Phil Collins". Más adelante, Bowie ayudaría a formar la banda de hard rock y predecesora del Grunge, Tin Machine en 1989 en un esfuerzo por rejuvenecerse artísticamente.

## Desarrollo
David Bowie había planeado usar al productor Tony Visconti en el álbum, ya que los dos habían trabajado juntos en los anteriores cuatro álbumes de estudio de Bowie. Sin embargo, eligió a Nile Rodgers para el proyecto, una movida que sorprendió a Visconti, quien había reservado tiempo para trabajar en Let's Dance. Visconti llamó a Coco [la asistente personal de Bowie] y ella dijo: "Bueno, como bien sabrá, ha estado en el estudio durante las últimas dos semanas con otra persona. Está funcionando bien y no lo vamos a necesitar. Él está muy apenado". Aquel traslado dañó la relación de ambos y Visconti no trabajó con Bowie nuevamente durante casi 20 años (hasta Heathen en 2002). Rodgers más tarde recordó que Bowie se acercó a él para producir su álbum, y lograr conseguir unos sencillos exitosos. Rodgers informó que Bowie entró a su departamento un día y le mostró una fotografía de Little Richard con un traje rojo metiéndose en un Cadillac rojo brillante, diciendo "Nile, cariño, así es como quiero que suene mi álbum".
Scary Monsters (and Super Creeps), el álbum anterior de Bowie, fue el último bajo el sello de RCA Records. Más tarde firmó con EMI Records por un monto reportado de $17.5 millones y estaba trabajando con Rodgers para lanzar un álbum "comercialmente boyante" que fue descrito como "Funk original de fiesta con un sonido de bombo más grande que la suma de sus influencias". Las influencias del álbum se describieron como Louis Jordan, Southside Johnny & the Asbury Jukes, Bill Doggett, Earl Bostic y James Brown. Bowie pasó tres días haciendo demos para el álbum en Nueva York antes de grabar el álbum, una rareza para Bowie que, en los álbumes anteriores, por lo general aparecía con poco más que "algunas ideas". A pesar de esto, el álbum "fue grabado, de principio a fin, incluyendo la mezcla, en 17 días", según Rodgers.
Stevie Ray Vaughan conoció a Bowie en el Festival de Jazz de Montreux de 1982 en Suiza. Después de la actuación de Vaughan, Bowie quedó tan impresionado con el guitarrista que más tarde dijo "[él] me derribó por completo. Probablemente no había estado tan entusiasmado con un guitarrista desde que vi a Jeff Beck con su banda The Tridents". De Bowie, Vaughan dijo, "para ser sincero, no estaba muy familiarizado con la música de David cuando me pidió que tocara en las sesiones... David y yo hablamos durante horas sobre nuestra música (de Double Trouble), sobre el funky Texas blues y sus raíces - Me sorprendió lo interesado que estaba. En Montreux, dijo algo sobre estar en contacto y luego me rastreó en California, meses y meses después". En una entrevista contemporánea, Vaughan describió las sesiones de grabación para el álbum:
Con David Bowie es realmente fácil trabajar. Él sabe lo que está haciendo en el estudio y no se equivoca. Él viene directamente y va a trabajar. La mayoría de las veces, David hizo la voz y luego toqué mis partes. Muchas veces, sólo quería que me liberara. Daba su opinión sobre las cosas que le gustaban y las cosas que necesitaban trabajo. Casi todo fue grabado en una o dos tomas. Creo que solo hubo una cosa que necesitó tres tomas. 
Inusualmente, Bowie no tocó ningún instrumento en el álbum. "No toqué ni una maldita cosa. Este era el álbum de un cantante". 

Unos años más tarde, Bowie habló de sus sentimientos sobre la canción "Ricochet" (que la revista Musician calificó de "incendiario baile de salón") de este álbum:
Pensé que era una gran canción, y el ritmo no era del todo correcto. No salió como debería, la síncopa estaba mal. Tenía un andar desgarbado; debería haber fluido ... Nile [Rodgers] hizo lo suyo, pero no era exactamente lo que tenía en mente cuando la escribí. 
Bowie luego describió Let's Dance de la misma manera: la demo original era "totalmente diferente" de la forma en que Nile lo arregló. Bowie tocó una demostración inicial de la canción para Nile Rodgers en una guitarra de 12 cuerdas con solo 6 cuerdas, y le dijo a Nile, "Nile, querido, creo que tengo una canción que se siente como un éxito". Nile luego tomó los acordes (que dijo "se sentían folk") y ayudó a crearlos en la versión utilizada en la producción final de la canción. 
El antiguo y permanente colaborador Carlos Alomar, que había trabajado con Bowie desde mediados de la década de 1970 y continuaría trabajando con Bowie a mediados de la década de 1990, ha afirmado que se le ofreció una tarifa "embarazosa" para tocar en el álbum y se negó a hacerlo. También dijo (al trabajar en el siguiente álbum de Bowie, Tonight) que no tocó en Let's Dance porque Bowie sólo le avisó con dos semanas de anticipación y que ya tenía otro trabajo; sin embargo, Alomar tocó de acompañante en la Serious Moonlight Tour (la gira del disco).

## Recepción y crítica
El álbum fue visto como un éxito comercial y crítico por los críticos profesionales, aunque las opiniones variaron sobre el contenido artístico; mientras que un crítico lo llamó "Bowie en su mejor momento", otro lo sintió "agradablemente inútil". En un artículo sobre Bowie para Time en julio de 1983, Jay Cocks describió el álbum como "descaradamente comercial, melódicamente aliterado y líricamente inteligente al mismo tiempo". Robert Christgau sintió que tenía un "superficial aspecto profesional" y que, aparte de "Modern Love", que era "interesante", el álbum fue "agradablemente inútil". Ken Tucker, en una reseña para Rolling Stone, sintió que el álbum sonaba genial, con una simplicidad inteligente y una "belleza superficial", pero que el álbum en su conjunto era "flojo y molesto", aparte de "Modern Love", "Without You" y"Shake It", ofrecieron "algunas de las composiciones más atrevidas de la carrera de Bowie".
En una revisión retrospectiva de AllMusic, Stephen Thomas Erlewine sintió que los tres sencillos de éxito del álbum eran canciones pop llamativas pero distintivas, mientras que el resto del álbum era "Plastic soul sin importancia" indicativo de Bowie "entrando en una depresión compositiva". Ed Power, de Irish Examiner, escribió que Bowie "suplicó descaradamente por el amor al mercado masivo" con el álbum. Continuó: "...la canción principal era un trozo decente de funk-rock y Bowie no se avergonzó del sencillo "China Girl". De lo contrario, el disco tenía mucho en común con Wham! y Phil Collins". David Quantick de la BBC elogió la combinación "perfecta" de Bowie y Rodgers en la canción principal, la interpretación "dulce y romántica" de "China Girl" y destacó "Criminal World" como "una de las mejores canciones". Afirmó que "Let's Dance pudo haber tenido un sonido innovador y una popularidad que Bowie ansiaba claramente, pero a menudo es un álbum mundano, con canciones como "Ricochet" y "Shake It" que marcan el tiempo". Dijo que el álbum era "literalmente la plantilla de Bowie para los 80: rubio, adecuado y sonriente".
Escribiendo para The Guardian en 2014, Jeremy Allen declaró que Let's Dance había pasado "un tiempo en el desierto, rechazado por muchos debido a sus valores de producción de los 80", pero agregó que "una revaluación era casi inevitable y ha coincidido con un renacimiento en la carrera de Rodgers y una efusión de amor sin precedentes por el exitoso productor y guitarrista". El crítico de rock y pop de The Guardian, Alexis Petridis, reconoció en su revisión retrospectiva de la carrera de Bowie en 2016 que Let's Dance "tuvo sus momentos", a diferencia de su sucesor, Tonight.

## Legado
En 1989, el álbum ocupó el puesto número 83 en la lista de la revista Rolling Stone de los "100 mejores álbumes de los años ochenta". En 2013, NME clasificó a Let's Dance en el número 296 en su lista de los 500 mejores álbumes de todos los tiempos. 
Aunque Bowie había acusado al productor Nile Rodgers de hacer éxitos para él, Bowie diría más tarde que "en ese momento, Let's Dance no fue la "corriente principal". Fue prácticamente un nuevo tipo de híbrido, usando la guitarra de blues-rock en un formato de baile. No había nada más que realmente sonara así en ese momento. Así que solo parece comercial en retrospectiva porque vendió muchas copias. Fue genial a su manera, pero me puso en un auténtico rincón y jodió con mi integridad". Bowie recordó: "[Fue] un buen disco, pero solo fue pensado como un proyecto único. Tenía toda la intención de continuar haciendo material inusual después de eso. Pero el éxito de ese disco realmente me forzó, de alguna manera, a continuar con la bestia. Era algo que yo mismo hacía, por supuesto, pero después de unos años sentí que me había estancado". 
Más tarde, Bowie dijo que el éxito del álbum hizo que alcanzara un punto bajo creativo en su carrera que duró los próximos años. "Recuerdo haber visto estas oleadas de personas [que venían a escuchar este disco en vivo] y pensé: 'Me pregunto cuántos álbumes de Velvet Underground tienen estas personas en sus colecciones de discos". De repente me sentí muy alejado de mi audiencia. Y fue deprimente, porque no sabía lo que querían". Luego de que sus álbumes posteriores, Tonight (1984) y Never Let Me Down (1987) fueran rechazados por la crítica, Bowie formó la banda precursora del grunge, Tin Machine en un esfuerzo por recuperar su visión artística.

## Reediciones
En 1995, Virgin Records relanzó el álbum en CD con "Under Pressure" como pista adicional. EMI hizo el segundo relanzamiento en 1999 (con sonido remasterizado digital de 24 bits y sin pistas extra).
En 1998, hubo una reedición en el Reino Unido que fue similar a la reedición de 1995, pero no incluyó bonus tracks.
La versión canadiense de la versión EMI de 1999 incluye una pista de datos, de modo que cuando se carga el CD en una PC con Windows, el usuario recibe una promoción de los servicios de acceso a Internet y otro contenido premium del sitio web davidbowie.com. Esto marca uno de los primeros intentos por parte de un artista popular de combinar Internet y los métodos normales de promoción y distribución.
Hubo una nueva edición en 2003 cuando EMI lanzó el álbum como un CD híbrido estéreo SACD/PCM.

## Lista de canciones
Todas las canciones escritas por David Bowie, excepto donde se indique lo contrario.
Lado A
| N.º | Título                               | Duración |  |
| 1.  | «Modern Love»                        | 4:46     |  |
| 2.  | «China Girl» (David Bowie, Iggy Pop) | 5:32     |  |
| 3.  | «Let's Dance»                        | 7:38     |  |
| 4.  | «Without You»                        | 3:08     |  |

Lado B
| N.º | Título                                                     | Duración |  |
| 5.  | «Ricochet»                                                 | 5:14     |  |
| 6.  | «Criminal World» (Peter Godwin, Duncan Browne, Sean Lyons) | 4:25     |  |
| 7.  | «Cat People (Putting Out Fire)» (Bowie, Giorgio Moroder)   | 5:09     |  |
| 8.  | «Shake It»                                                 | 3:49     |  |

## Personal
- David Bowie - voz principal y coros
- Nile Rodgers - guitarra rítmica
- Stevie Ray Vaughan - guitarra principal
- Robert Sabino - sintetizadores y piano
- Carmine Rojas - bajo menos en "Let's Dance"
- Omar Hakim, Tony Thompson - batería y caja de ritmos
- Erdal Kizilcay – bajo sintetizado en "Let's Dance"
- Sammy Figueroa - percusiones
- Mac Gollehon - trompeta
- Robert Aaron, Stan Harrison - saxofón tenor y flauta
- Steve Elson - saxofón barítono y flauta
- Frank Simms, George Simms, David Spinner - coros
- Bernard Edwards - bajo en "Without You"

### Técnico
- David Bowie - productor
- Nile Rodgers - productor
- Bob Clearmountain, Nile Rodgers, David Bowie - ingeniería/mezcla.
- Bob Ludwig - masterización

## Posiciones en la lista de éxitos
Álbum
| Año  | Conteo                                    | Posición |
| ---- | ----------------------------------------- | -------- |
| 1983 | UK Albums Chart                           | 1        |
| 1983 | US Billboard Top LPs & Tapes              | 4        |
| 1983 | Norway's album chart                      | 1        |
| 1983 | Australian Kent Music Report Albums Chart | 1        |

Sencillos
| Año  | Sencillo                        | Conteo                | Posición |
| ---- | ------------------------------- | --------------------- | -------- |
| 1982 | "Cat People (Putting Out Fire)" | UK Singles Chart      | 26       |
| 1983 | "Let's Dance"                   | UK Singles Chart      | 1        |
| 1983 | "China Girl"                    | UK Singles Chart      | 2        |
| 1983 | "Modern Love"                   | UK Singles Chart      | 2        |
| 1983 | "Let's Dance"                   | Norway's single chart | 1        |
| 1983 | "Let's Dance"                   | US Billboard Hot 100  | 1        |
| 1983 | "China Girl"                    | Norway's single chart | 7        |